# Dobrzany (stacja kolejowa)
Dobrzany – nieczynna stacja stargardzkiej kolei wąskotorowej w Dobrzanach, w województwie zachodniopomorskim, w Polsce. Stacja została zamknięta w 1996 roku.